# Neoplocaederus fucatus
Neoplocaederus fucatus es una especie de escarabajo longicornio del género Neoplocaederus, tribu Cerambycini, subfamilia Cerambycinae. Fue descrita científicamente por Thomson en 1858.

## Descripción
Mide 35 milímetros de longitud.

## Distribución
Se distribuye por Camerún, Gabón, Ghana, Nigeria, Uganda, isla Príncipe, República Democrática del Congo, República del Congo, Santo Tomé y Togo.